# 艾伯塔鎮區 (明尼蘇達州本頓縣)
艾伯塔鎮區（英語：Alberta Township）是位於美國明尼蘇達州本頓縣的一個行政鎮區。

## 地方資料
艾伯塔鎮區的面積為93.80平方千米，當中陸地面積為93.80平方千米，而水域面積為0.00平方千米。根據2020年美國人口普查的數據，當地共有人口829人，而人口密度為每平方千米8.84人。